# Червен (Пловдивская область)
Червен (болг. Червен) — село в Болгарии. Находится в Пловдивской области, входит в общину Асеновград. Население составляет 687 человек.

## Политическая ситуация
В местном кметстве Червен, в состав которого входит Червен, должность кмета (старосты) исполняет Никола Костадинов Точев (Болгарская социалистическая партия (БСП)) по результатам выборов правления кметства.
Кмет (мэр) общины Асеновград — Христо Грудев Грудев (коалиция партий: Граждане за европейское развитие Болгарии (ГЕРБ), ВМРО — Болгарское национальное движение) по результатам выборов в правление общины.